# Sławkowice
Sławkowice est un village de Pologne, situé dans la gmina de Biskupice, dans le Powiat de Wieliczka, dans la Voïvodie de Petite-Pologne dans le Sud de la Pologne.